# Carlene Thompson
Carlene Thompson (Parkersburg, 1952) è una scrittrice statunitense.

## Biografia
Ha insegnato letteratura inglese all'Università dell'Ohio e poi all'Università del Rio Grande, prima di dedicarsi a tempo pieno alla scrittura. Oggi insegna part-time al Marshall University Mid-Ohio Valley Center.
Quando all'età di nove anni si diverte a novellizzare il cartone animato "La carica dei 101" di Walt Disney, capisce che la sua passione è la scrittura. Negli anni successivi scrive molti racconti, alcuni dei quali invia anche a riviste letterarie, che però li respingono tutti.
All'inizio degli anni novanta ha l'idea per il suo primo romanzo «mentre portavo a spasso i miei cani in un'area boscosa», come racconterà lei stessa più tardi. Lo stesso giorno inizia a scriverlo, e dopo un anno di lavoro pubblica Nero come il ricordo (Black for Remembrance).
Molti dei suoi romanzi sono ambientati nel Virginia Occidentale, la sua terra natale. Inoltre, da grande appassionata di animali, in tutti i suoi libri sono presenti cani o gatti.

## Opere
- 1991 - Nero come il ricordo (Black for Remembrance), Il Giallo Mondadori n. 2829[1]
- 1992 - Tutto ha una fine (All Fall Down), Il Giallo Mondadori n. 2835[1]
edito con il titolo Fredda è la notte dalla Marcos y Marcos[1]
- 1995 - C'è qualcosa di strano (The Way You Look Tonight), Il Giallo Mondadori n. 2756[1]
edito con il titolo Come sei bella stasera dalla Marcos y Marcos[1] (ISBN 9788871683089)
- 1998 - L'angelo custode (Tonight You're Mine), Il Giallo Mondadori n. 2802[1]
edito con il titolo Stanotte sei mia da Marcos y Marcos[1]
- 1999 - Il sei di cuori (In the Event of My Death), Il Giallo Mondadori n. 2725[1]
edito con il titolo In caso di mia morte dalla Marcos y Marcos[1] (ISBN 9788871684048)
- 2000 - Non chiudere gli occhi (Don't Close Your Eyes), Il Giallo Mondadori n. 2771[1]
- 2001 - Since You've Been Gone
- 2003 - Lei non tornerà (If She Should Die), Il Giallo Mondadori n. 2877[1]
- 2005 - Non dirlo a nessuno (Share No Secrets), Marcos y Marcos[1] (ISBN 9788871684420)
- 2006 - Ultimo respiro (Last Whisper), Marcos y Marcos[1] (ISBN 9788871684635)
- 2007 - Ancora viva (Last Seen Alive), Marcos y Marcos
- 2010 - Il nostro segreto (Nowhere to Hide), Marcos y Marcos[1]